# Campionato Nazionale Dilettanti 1995-1996
Il Campionato Nazionale Dilettanti 1995-1996 fu la 48ª edizione del campionato di categoria e il V livello del calcio italiano.
Ad aggiudicarsi lo Scudetto Dilettanti fu il Castel San Pietro, al suo primo titolo.

## Stagione

### Aggiornamenti
A completamento di organico vengono ripescate in Serie C2:
- Imolese
- Triestina
- Ternana

oltre alle neo retrocesse Giorgione e Olbia.
Altre squadre che, pur avendone diritto, decidono di non iscriversi al campionato sono:
- Corsico
- Romanese
- Francavilla

Per far fronte a questa carenza di organico furono ripescate dall'Eccellenza Lanciano, Bagnolese, Guanzatese, Tricase, Pisa e Santa Lucia

### Formula
Questo è il primo campionato interregionale che prevede i 3 punti per vittoria.
- Le prime classificate vengono promosse in Serie C2
- Le prime 5 classificate di ogni girone vanno alla Campionato Nazionale Dilettanti 1995-1996#Poule Scudetto
- Le ultime 4 classificate di ogni girone vengono retrocesse in Eccellenza

## Squadre partecipanti
Girone A
- Aosta
- Asti
- Biellese-Vigliano
- Camaiore
- Castelnuovo
- Châtillon Saint-Vincent
- Colligiana
- Moncalieri
- Nizza Millefonti
- Pinerolo
- Pisa
- Poggibonsi
- Pontedecimo
- Saluzzo
- Savona
- Sestrese
- Torrelaghese
- Viareggio

Girone B
- Abbiategrasso
- Borgosesia
- Brugherio
- Calangianus
- Caratese
- Castelsardo
- Corbetta
- Derthona
- Fanfulla
- Guanzatese
- Ilvamaddalena
- Mariano
- Meda
- Sparta Novara
- Sancolombano
- Selargius
- Valenzana
- Vogherese

Girone C
- Albinese
- Bagnolese
- Bolzano
- Azzurri Brescia
- Capriolo
- Darfo Boario
- Fidenza
- Iperzola
- Mantova
- Montichiari
- Collecchio
- Pizzighettone
- Ponte San Pietro
- Reggiolo
- San Paolo d'Argon
- Sassuolo
- Settaurense
- Trento

Girone D
- Adriese
- Argentana
- Arzignano
- Bassano Virtus
- Caerano
- Centro Base Lendinarese
- Legnago
- Luparense
- Mestre
- Miranese
- Palmanova
- Pievigina
- Porto Viro
- Pro Gorizia
- Russi
- Santa Lucia
- Sanvitese
- Sevegliano

Girone E
- Arezzo
- Castel San Pietro
- Città di Castello
- Faenza
- Gubbio
- Impruneta Tavarnuzze
- Jesina
- Osimana
- Pontassieve
- Recanatese
- Riccione
- RM Firenze
- San Marino
- Sangiovannese
- Sansepolcro
- Sestese
- Vigor Senigallia
- Virtus Chianciano

Girone F
- Camerino
- Civita Castellana
- Civitanovese
- Civitavecchia
- Guidonia
- Ladispoli
- Maceratese
- Monterotondo
- Mosciano
- Narnese
- Nereto
- Nestor
- Penne
- Pineto
- Pontevecchio
- Sambenedettese
- Santegidiese
- Vis Stella

Girone G
- Anagni
- Boys Caivanese
- Campobasso
- Casertana
- Ceccano
- Cerignola
- Compr. Puteolano
- Ferentino
- Formia
- Gabbiano Napoli
- Giugliano
- Isola Liri
- L'Aquila
- Lanciano
- Latina
- Luco dei Marsi
- San Severo
- Termoli

Girone H
- Agropoli
- Altamura
- Canosa
- Cavese
- Pro Italia Galatina
- Giovani Lauro
- Massafra
- Melfi
- Molfetta
- Nardò
- Nuovo Terzigno
- Potenza
- Rossanese
- Rotonda
- Sangiuseppese
- Scafatese
- Toma Maglie
- Tricase

Girone I
- Alcamo
- Messina
- Bagheria
- Caltagirone
- Canicattì
- Crotone
- Folgore Castelvetrano
- Gioiese
- Gravina
- Igea Virtus
- Juveterranova Gela
- Milazzo
- Nissa
- Ragusa
- Sancataldese
- Sciacca
- Silana
- Vigor Lamezia

## Poule scudetto

### Turno preliminare
Le migliori 5 squadre di ogni girone furono suddivise in otto gruppi: sei da sei squadre, uno da cinque e uno da quattro. Per decidere quale squadra dovesse partecipare al triangolare finale fu stilata una classifica tra tutte le prime classificate. Le tre squadre con il miglior rapporto punti/partite giocate accedevano alla fase finale.
La vittoria dello Scudetto non comportava la promozione in categoria superiore.

#### Gruppo A
|  | Pos. | Squadra           | Pt | G | V | N | P | GF | GS | DR |
|  | ---- | ----------------- | -- | - | - | - | - | -- | -- | -- |
|  | 1.   | Calangianus       | 10 | 5 | 3 | 1 | 1 | 7  | 5  | +2 |
|  | 2.   | Biellese-Vigliano | 8  | 5 | 2 | 2 | 1 | 12 | 10 | +2 |
|  | 3.   | Ponte San Pietro  | 6  | 5 | 1 | 3 | 1 | 10 | 7  | +3 |
|  | 4.   | Borgosesia        | 6  | 5 | 1 | 3 | 1 | 6  | 7  | -1 |
|  | 5.   | Aosta             | 5  | 5 | 1 | 2 | 2 | 4  | 8  | -4 |
|  | 6.   | Pinerolo          | 3  | 5 | 0 | 3 | 2 | 4  | 6  | -2 |

Regolamento:
Tre punti a vittoria, uno a pareggio, zero a sconfitta.
Risultati
|                   | 1ª giornata |                  | Luogo e data      |
| ----------------- | ----------- | ---------------- | ----------------- |
| Biellese-Vigliano | 1-0         | Aosta            | ?, 26 maggio 1996 |
| Calangianus       | 1-0         | Ponte San Pietro | ?, 26 maggio 1996 |
| Pinerolo          | 0-0         | Borgosesia       | ?, 26 maggio 1996 |
|                   |             |                  |                   |

|                  | 2ª giornata |                   | Luogo e data     |
| ---------------- | ----------- | ----------------- | ---------------- |
| Aosta            | 0-0         | Calangianus       | ?, 2 giugno 1996 |
| Borgosesia       | 3-2         | Biellese-Vigliano | ?, 2 giugno 1996 |
| Ponte San Pietro | 2-2         | Pinerolo          | ?, 2 giugno 1996 |
|                  |             |                   |                  |

|                   | 3ª giornata |            | Luogo e data     |
| ----------------- | ----------- | ---------- | ---------------- |
| Biellese-Vigliano | 2-2         | Pinerolo   | ?, 9 giugno 1996 |
| Calangianus       | 2-0         | Borgosesia | ?, 9 giugno 1996 |
| Ponte San Pietro  | 5-1         | Aosta      | ?, 9 giugno 1996 |
|                   |             |            |                  |

|                   | 4ª giornata |                  | Luogo e data      |
| ----------------- | ----------- | ---------------- | ----------------- |
| Biellese-Vigliano | 2-2         | Ponte San Pietro | ?, 16 giugno 1996 |
| Borgosesia        | 2-2         | Aosta            | ?, 16 giugno 1996 |
| Pinerolo          | 0-1         | Calangianus      | ?, 16 giugno 1996 |
|                   |             |                  |                   |

|                  | 5ª giornata |                   | Luogo e data      |
| ---------------- | ----------- | ----------------- | ----------------- |
| Aosta            | 1-0         | Pinerolo          | ?, 23 giugno 1996 |
| Calangianus      | 3-5         | Biellese-Vigliano | ?, 23 giugno 1996 |
| Ponte San Pietro | 1-1         | Borgosesia        | ?, 23 giugno 1996 |
|                  |             |                   |                   |

#### Gruppo B
|  | Pos. | Squadra    | Pt | G | V | N | P | GF | GS | DR |
|  | ---- | ---------- | -- | - | - | - | - | -- | -- | -- |
|  | 1.   | Mariano    | 10 | 5 | 3 | 1 | 1 | 8  | 5  | +3 |
|  | 2.   | Meda       | 9  | 5 | 2 | 3 | 0 | 10 | 4  | +6 |
|  | 3.   | Collecchio | 9  | 5 | 3 | 0 | 2 | 10 | 7  | +3 |
|  | 4.   | Vogherese  | 7  | 5 | 2 | 1 | 2 | 12 | 10 | +2 |
|  | 5.   | Pisa       | 4  | 5 | 1 | 1 | 3 | 6  | 12 | -6 |
|  | 6.   | Fidenza    | 3  | 5 | 1 | 0 | 4 | 6  | 14 | -8 |

Regolamento:
Tre punti a vittoria, uno a pareggio, zero a sconfitta.
Risultati
|         | 1ª giornata |            | Luogo e data      |
| ------- | ----------- | ---------- | ----------------- |
| Mariano | 2-1         | Vogherese  | ?, 26 maggio 1996 |
| Meda    | 4-1         | Fidenza    | ?, 26 maggio 1996 |
| Pisa    | 2-1         | Collecchio | ?, 26 maggio 1996 |
|         |             |            |                   |

|            | 2ª giornata |         | Luogo e data     |
| ---------- | ----------- | ------- | ---------------- |
| Fidenza    | 1-0         | Pisa    | ?, 2 giugno 1996 |
| Collecchio | 2-0         | Mariano | ?, 2 giugno 1996 |
| Vogherese  | 1-1         | Meda    | ?, 2 giugno 1996 |
|            |             |         |                  |

|         | 3ª giornata |            | Luogo e data     |
| ------- | ----------- | ---------- | ---------------- |
| Fidenza | 1-4         | Vogherese  | ?, 9 giugno 1996 |
| Mariano | 3-0         | Pisa       | ?, 9 giugno 1996 |
| Meda    | 3-0         | Collecchio | ?, 9 giugno 1996 |
|         |             |            |                  |

|            | 4ª giornata |           | Luogo e data      |
| ---------- | ----------- | --------- | ----------------- |
| Mariano    | 3-2         | Fidenza   | ?, 16 giugno 1996 |
| Collecchio | 4-1         | Vogherese | ?, 16 giugno 1996 |
| Pisa       | 2-2         | Meda      | ?, 16 giugno 1996 |
|            |             |           |                   |

|           | 5ª giornata |            | Luogo e data      |
| --------- | ----------- | ---------- | ----------------- |
| Fidenza   | 1-3         | Collecchio | ?, 23 giugno 1996 |
| Meda      | 0-0         | Mariano    | ?, 23 giugno 1996 |
| Vogherese | 5-2         | Pisa       | ?, 23 giugno 1996 |
|           |             |            |                   |

#### Gruppo C
|  | Pos. | Squadra   | Pt | G | V | N | P | GF | GS | DR |
|  | ---- | --------- | -- | - | - | - | - | -- | -- | -- |
|  | 1.   | Mantova   | 13 | 5 | 4 | 1 | 0 | 12 | 4  | +8 |
|  | 2.   | Sanvitese | 8  | 5 | 2 | 2 | 1 | 9  | 6  | +3 |
|  | 3.   | Caerano   | 7  | 5 | 2 | 1 | 2 | 7  | 3  | +4 |
|  | 4.   | Pievigina | 7  | 5 | 2 | 1 | 2 | 6  | 8  | -2 |
|  | 5.   | Mestre    | 4  | 5 | 1 | 1 | 3 | 5  | 9  | -4 |
|  | 6.   | Luparense | 2  | 5 | 0 | 2 | 3 | 1  | 10 | -9 |

Regolamento:
Tre punti a vittoria, uno a pareggio, zero a sconfitta.
Risultati
|           | 1ª giornata |           | Luogo e data                          |
| --------- | ----------- | --------- | ------------------------------------- |
| Caerano   | 0-0         | Sanvitese | Caerano San Marco, 26 maggio 1996     |
| Luparense | 0-1         | Mantova   | San Martino di Lupari, 26 maggio 1996 |
| Mestre    | 0-2         | Pievigina | Mestre, 26 maggio 1996                |
|           |             |           |                                       |

|           | 2ª giornata |           | Luogo e data                           |
| --------- | ----------- | --------- | -------------------------------------- |
| Mantova   | 3-1         | Mestre    | Mantova, 2 giugno 1996                 |
| Pievigina | 2-1         | Caerano   | Pieve di Soligo, 2 giugno 1996         |
| Sanvitese | 6-1         | Luparense | San Vito al Tagliamento, 2 giugno 1996 |
|           |             |           |                                        |

|           | 3ª giornata |           | Luogo e data                           |
| --------- | ----------- | --------- | -------------------------------------- |
| Caerano   | 0-1         | Mantova   | Caerano San Marco, 9 giugno 1996       |
| Mestre    | 0-0         | Luparense | Mestre, 9 giugno 1996                  |
| Sanvitese | 1-0         | Pievigina | San Vito al Tagliamento, 9 giugno 1996 |
|           |             |           |                                        |

|           | 4ª giornata |           | Luogo e data                          |
| --------- | ----------- | --------- | ------------------------------------- |
| Luparense | 0-3         | Caerano   | San Martino di Lupari, 16 giugno 1996 |
| Mantova   | 6-2         | Pievigina | Mantova, 16 giugno 1996               |
| Mestre    | 4-1         | Sanvitese | Mestre, 16 giugno 1996                |
|           |             |           |                                       |

|           | 5ª giornata |           | Luogo e data                            |
| --------- | ----------- | --------- | --------------------------------------- |
| Caerano   | 3-0         | Mestre    | Caerano San Marco, 23 giugno 1996       |
| Pievigina | 0-0         | Luparense | Pieve di Soligo, 23 giugno 1996         |
| Sanvitese | 1-1         | Mantova   | San Vito al Tagliamento, 23 giugno 1996 |
|           |             |           |                                         |

#### Gruppo D
|  | Pos. | Squadra           | Pt | G | V | N | P | GF | GS | DR |
|  | ---- | ----------------- | -- | - | - | - | - | -- | -- | -- |
|  | 1.   | Castel San Pietro | 13 | 5 | 4 | 1 | 0 | 14 | 6  | +8 |
|  | 2.   | Santegidiese      | 10 | 5 | 3 | 1 | 1 | 14 | 5  | +9 |
|  | 3.   | Riccione          | 10 | 5 | 3 | 1 | 1 | 11 | 9  | +2 |
|  | 4.   | Maceratese        | 5  | 5 | 1 | 2 | 2 | 10 | 17 | -7 |
|  | 5.   | Iperzola          | 3  | 5 | 1 | 0 | 4 | 7  | 14 | -7 |
|  | 6.   | Nereto            | 1  | 5 | 0 | 1 | 4 | 7  | 12 | -5 |

Regolamento:
Tre punti a vittoria, uno a pareggio, zero a sconfitta.
Risultati
|                   | 1ª giornata |              | Luogo e data      |
| ----------------- | ----------- | ------------ | ----------------- |
| Castel San Pietro | 4-2         | Nereto       | ?, 26 maggio 1996 |
| Iperzola          | 1-3         | Maceratese   | ?, 26 maggio 1996 |
| Riccione          | 2-0         | Santegidiese | ?, 26 maggio 1996 |
|                   |             |              |                   |

|              | 2ª giornata |                   | Luogo e data     |
| ------------ | ----------- | ----------------- | ---------------- |
| Nereto       | 1-2         | Iperzola          | ?, 2 giugno 1996 |
| Maceratese   | 2-2         | Riccione          | ?, 2 giugno 1996 |
| Santegidiese | 1-1         | Castel San Pietro | ?, 2 giugno 1996 |
|              |             |                   |                  |

|                   | 3ª giornata |              | Luogo e data     |
| ----------------- | ----------- | ------------ | ---------------- |
| Castel San Pietro | 3-1         | Maceratese   | ?, 9 giugno 1996 |
| Nereto            | 0-1         | Santegidiese | ?, 9 giugno 1996 |
| Riccione          | 4-2         | Iperzola     | ?, 9 giugno 1996 |
|                   |             |              |                  |

|            | 4ª giornata |                   | Luogo e data      |
| ---------- | ----------- | ----------------- | ----------------- |
| Iperzola   | 1-2         | Castel San Pietro | ?, 16 giugno 1996 |
| Maceratese | 1-8         | Santegidiese      | ?, 16 giugno 1996 |
| Riccione   | 2-1         | Nereto            | ?, 16 giugno 1996 |
|            |             |                   |                   |

|                   | 5ª giornata |            | Luogo e data      |
| ----------------- | ----------- | ---------- | ----------------- |
| Castel San Pietro | 4-1         | Riccione   | ?, 23 giugno 1996 |
| Nereto            | 3-3         | Maceratese | ?, 23 giugno 1996 |
| Santegidiese      | 4-1         | Iperzola   | ?, 23 giugno 1996 |
|                   |             |            |                   |

#### Gruppo E
|  | Pos. | Squadra       | Pt | G | V | N | P | GF | GS | DR |
|  | ---- | ------------- | -- | - | - | - | - | -- | -- | -- |
|  | 1.   | Sangiovannese | 12 | 5 | 4 | 0 | 1 | 10 | 3  | +7 |
|  | 2.   | Monterotondo  | 10 | 5 | 3 | 1 | 1 | 10 | 4  | +6 |
|  | 3.   | Poggibonsi    | 5  | 5 | 1 | 2 | 2 | 3  | 5  | -2 |
|  | 4.   | Sansepolcro   | 5  | 5 | 1 | 2 | 2 | 3  | 5  | -2 |
|  | 5.   | Narnese       | 5  | 5 | 1 | 2 | 2 | 3  | 7  | -4 |
|  | 6.   | Arezzo        | 3  | 5 | 0 | 3 | 2 | 1  | 6  | -5 |

Regolamento:
Tre punti a vittoria, uno a pareggio, zero a sconfitta.
Risultati
|             | 1ª giornata |               | Luogo e data      |
| ----------- | ----------- | ------------- | ----------------- |
| Narnese     | 0-0         | Arezzo        | ?, 26 maggio 1996 |
| Poggibonsi  | 3-0         | Monterotondo  | ?, 26 maggio 1996 |
| Sansepolcro | 0-1         | Sangiovannese | ?, 26 maggio 1996 |
|             |             |               |                   |

|               | 2ª giornata |             | Luogo e data     |
| ------------- | ----------- | ----------- | ---------------- |
| Arezzo        | 0-0         | Poggibonsi  | ?, 2 giugno 1996 |
| Monterotondo  | 1-1         | Sansepolcro | ?, 2 giugno 1996 |
| Sangiovannese | 3-1         | Narnese     | ?, 2 giugno 1996 |
|               |             |             |                  |

|             | 3ª giornata |               | Luogo e data     |
| ----------- | ----------- | ------------- | ---------------- |
| Arezzo      | 0-2         | Sangiovannese | ?, 9 giugno 1996 |
| Narnese     | 0-4         | Monterotondo  | ?, 9 giugno 1996 |
| Sansepolcro | 1-0         | Poggibonsi    | ?, 9 giugno 1996 |
|             |             |               |                  |

|              | 4ª giornata |               | Luogo e data      |
| ------------ | ----------- | ------------- | ----------------- |
| Monterotondo | 2-0         | Sangiovannese | ?, 16 giugno 1996 |
| Poggibonsi   | 0-0         | Narnese       | ?, 16 giugno 1996 |
| Sansepolcro  | 1-1         | Arezzo        | ?, 16 giugno 1996 |
|              |             |               |                   |

|               | 5ª giornata |              | Luogo e data      |
| ------------- | ----------- | ------------ | ----------------- |
| Arezzo        | 0-3         | Monterotondo | ?, 23 giugno 1996 |
| Narnese       | 2-0         | Sansepolcro  | ?, 23 giugno 1996 |
| Sangiovannese | 4-0         | Poggibonsi   | ?, 23 giugno 1996 |
|               |             |              |                   |

#### Gruppo F
|  | Pos. | Squadra          | Pt | G | V | N | P | GF | GS | DR |
|  | ---- | ---------------- | -- | - | - | - | - | -- | -- | -- |
|  | 1.   | Melfi            | 12 | 5 | 4 | 0 | 1 | 10 | 3  | +7 |
|  | 2.   | Isola Liri       | 12 | 5 | 4 | 0 | 1 | 6  | 2  | +4 |
|  | 3.   | Gabbiano Napoli  | 7  | 5 | 2 | 1 | 2 | 6  | 4  | +2 |
|  | 4.   | Compr. Puteolano | 7  | 5 | 2 | 1 | 2 | 2  | 3  | -1 |
|  | 5.   | Campobasso       | 6  | 5 | 2 | 0 | 3 | 7  | 11 | -4 |
|  | 6.   | Casertana        | 0  | 5 | 0 | 0 | 5 | 4  | 12 | -8 |

Regolamento:
Tre punti a vittoria, uno a pareggio, zero a sconfitta.
Risultati
|            | 1ª giornata |                        | Luogo e data      |
| ---------- | ----------- | ---------------------- | ----------------- |
| Casertana  | 1-3         | Campobasso             | ?, 26 maggio 1996 |
| Isola Liri | 0-1         | Comprensorio Puteolano | ?, 26 maggio 1996 |
| Melfi      | 1-0         | Gabbiano Napoli        | ?, 26 maggio 1996 |
|            |             |                        |                   |

|                        | 2ª giornata |            | Luogo e data     |
| ---------------------- | ----------- | ---------- | ---------------- |
| Campobasso             | 1-4         | Melfi      | ?, 2 giugno 1996 |
| Comprensorio Puteolano | 1-0         | Casertana  | ?, 2 giugno 1996 |
| Gabbiano Napoli        | 0-1         | Isola Liri | ?, 2 giugno 1996 |
|                        |             |            |                  |

|                        | 3ª giornata |                 | Luogo e data     |
| ---------------------- | ----------- | --------------- | ---------------- |
| Comprensorio Puteolano | 0-0         | Gabbiano Napoli | ?, 9 giugno 1996 |
| Isola Liri             | 2-0         | Campobasso      | ?, 9 giugno 1996 |
| Melfi                  | 4-1         | Casertana       | ?, 9 giugno 1996 |
|                        |             |                 |                  |

|            | 4ª giornata |                        | Luogo e data      |
| ---------- | ----------- | ---------------------- | ----------------- |
| Campobasso | 1-4         | Gabbiano Napoli        | ?, 16 giugno 1996 |
| Casertana  | 1-2         | Isola Liri             | ?, 16 giugno 1996 |
| Melfi      | 1-0         | Comprensorio Puteolano | ?, 16 giugno 1996 |
|            |             |                        |                   |

|                        | 5ª giornata |            | Luogo e data      |
| ---------------------- | ----------- | ---------- | ----------------- |
| Comprensorio Puteolano | 0-2         | Campobasso | ?, 23 giugno 1996 |
| Gabbiano Napoli        | 2-1         | Casertana  | ?, 23 giugno 1996 |
| Isola Liri             | 1-0         | Melfi      | ?, 23 giugno 1996 |
|                        |             |            |                   |

#### Gruppo G
|  | Pos. | Squadra     | Pt | G | V | N | P | GF | GS | DR  |
|  | ---- | ----------- | -- | - | - | - | - | -- | -- | --- |
|  | 1.   | Nardò       | 9  | 3 | 3 | 0 | 0 | 14 | 2  | +12 |
|  | 2.   | Toma Maglie | 4  | 3 | 1 | 1 | 1 | 11 | 4  | +7  |
|  | 3.   | Tricase     | 4  | 3 | 1 | 1 | 1 | 5  | 4  | +1  |
|  | 4.   | Altamura    | 0  | 3 | 0 | 0 | 3 | 1  | 21 | -20 |

Regolamento:
Tre punti a vittoria, uno a pareggio, zero a sconfitta.
Risultati
|          | 1ª giornata |             | Luogo e data     |
| -------- | ----------- | ----------- | ---------------- |
| Altamura | 1-3         | Tricase     | ?, 9 giugno 1996 |
| Nardò    | 4-0         | Toma Maglie | ?, 9 giugno 1996 |
|          |             |             |                  |

|             | 2ª giornata |          | Luogo e data      |
| ----------- | ----------- | -------- | ----------------- |
| Toma Maglie | 11-0        | Altamura | ?, 16 giugno 1996 |
| Tricase     | 2-3         | Nardò    | ?, 16 giugno 1996 |
|             |             |          |                   |

|             | 3ª giornata |          | Luogo e data      |
| ----------- | ----------- | -------- | ----------------- |
| Toma Maglie | 0-0         | Tricase  | ?, 23 giugno 1996 |
| Nardò       | 7-0         | Altamura | ?, 23 giugno 1996 |
|             |             |          |                   |

#### Gruppo H
|  | Pos. | Squadra            | Pt | G | V | N | P | GF | GS | DR |
|  | ---- | ------------------ | -- | - | - | - | - | -- | -- | -- |
|  | 1.   | Messina            | 9  | 4 | 3 | 0 | 1 | 7  | 3  | +4 |
|  | 2.   | Ragusa             | 8  | 4 | 2 | 2 | 0 | 2  | 0  | +2 |
|  | 3.   | Juveterranova Gela | 4  | 4 | 1 | 1 | 2 | 2  | 3  | -1 |
|  | 4.   | Bagheria           | 3  | 4 | 0 | 3 | 1 | 1  | 3  | -2 |
|  | 5.   | Vigor Lamezia      | 2  | 4 | 0 | 2 | 2 | 1  | 4  | -3 |

Regolamento:
Tre punti a vittoria, uno a pareggio, zero a sconfitta.
Risultati
|               | 1ª giornata |                    | Luogo e data      |
| ------------- | ----------- | ------------------ | ----------------- |
| Vigor Lamezia | 0-0         | Ragusa             | ?, 26 maggio 1996 |
| Messina       | 2-0         | Juveterranova Gela | ?, 26 maggio 1996 |
|               |             |                    |                   |

|                    | 2ª giornata |          | Luogo e data     |
| ------------------ | ----------- | -------- | ---------------- |
| Juveterranova Gela | 0-0         | Bagheria | ?, 2 giugno 1996 |
| Ragusa             | 1-0         | Messina  | ?, 2 giugno 1996 |
|                    |             |          |                  |

|          | 3ª giornata |               | Luogo e data     |
| -------- | ----------- | ------------- | ---------------- |
| Bagheria | 0-0         | Ragusa        | ?, 9 giugno 1996 |
| Messina  | 2-1         | Vigor Lamezia | ?, 9 giugno 1996 |
|          |             |               |                  |

|               | 4ª giornata |                    | Luogo e data      |
| ------------- | ----------- | ------------------ | ----------------- |
| Vigor Lamezia | 0-0         | Bagheria           | ?, 16 giugno 1996 |
| Ragusa        | 1-0         | Juveterranova Gela | ?, 16 giugno 1996 |
|               |             |                    |                   |

|                    | 5ª giornata |               | Luogo e data      |
| ------------------ | ----------- | ------------- | ----------------- |
| Bagheria           | 1-3         | Messina       | ?, 23 giugno 1996 |
| Juveterranova Gela | 2-0         | Vigor Lamezia | ?, 23 giugno 1996 |
|                    |             |               |                   |

### Triangolare finale
Al triangolare finale accedono le migliori 3 vincitrici degli 8 gironi eliminatori. La classifica viene calcolata in base alla media-punti.
|  | Pos. | Squadra           | Pt | G | MP   | GF | GS | DR  |
|  | ---- | ----------------- | -- | - | ---- | -- | -- | --- |
|  | 1.   | Nardò             | 9  | 3 | 3,00 | 14 | 2  | +12 |
|  | 2.   | Castel San Pietro | 13 | 5 | 2,60 | 14 | 6  | +8  |
|  | 3.   | Mantova           | 13 | 5 | 2,60 | 12 | 4  | +8  |
|  | 4.   | Melfi             | 12 | 5 | 2,40 | 10 | 3  | +7  |
|  | 5.   | Sangiovannese     | 12 | 5 | 2,40 | 10 | 3  | +7  |
|  | 6.   | Messina           | 9  | 4 | 2,25 | 7  | 3  | +4  |
|  | 7.   | Mariano           | 10 | 5 | 2,00 | 8  | 5  | +3  |
|  | 8.   | Calangianus       | 10 | 5 | 2,00 | 7  | 5  | +2  |

Legenda:
      Ammessa al triangolare finale.
Lo Scudetto Dilettanti 1995-1996 viene assegnato a Francavilla al Mare il 30 giugno 1996 con un la formula dei tre incontri di 45 minuti ciascuno.
|  | Pos. | Squadra           | Pt | G | V | N | P | GF | GS | DR |
|  | ---- | ----------------- | -- | - | - | - | - | -- | -- | -- |
|  | 1.   | Castel San Pietro | 6  | 2 | 2 | 0 | 0 | 3  | 0  | +3 |
|  | 2.   | Mantova           | 3  | 2 | 1 | 0 | 1 | 3  | 4  | -1 |
|  | 3.   | Nardò             | 0  | 2 | 0 | 0 | 2 | 2  | 4  | -2 |

Legenda:
      Vincitore Scudetto Dilettanti 1995-1996
Regolamento:
In caso di pareggio si procedeva con i tiri di rigore.
3 punti in caso di vittoria nei 45', 2 punti in caso di vittoria ai rigori, 1 punto in caso di sconfitta ai rigore, 0 in caso di sconfitta nei 45'
|                   | Risultati |         | Luogo e data                        |
| ----------------- | --------- | ------- | ----------------------------------- |
| Castel San Pietro | 1-0       | Nardò   | Francavilla al Mare, 30 giugno 1996 |
| Mantova           | 3-2       | Nardò   | Francavilla al Mare, 30 giugno 1996 |
| Castel San Pietro | 2-0       | Mantova | Francavilla al Mare, 30 giugno 1996 |
|                   |           |         |                                     |